# Mèstor
D'acord amb la mitologia grega, Mèstor (en grec antic: Μήστωρ) va ser un rei de Micenes, fill de Perseu i d'Andròmeda.
Es va casar amb Lisídice, la filla de Pèlops i van tenir una filla, Hipòtoe, raptada per Posidó.